# District de Tarbes
Le district de Tarbes est une ancienne division territoriale française du département des Hautes-Pyrénées de 1790 à 1795.
Il était composé des cantons de Tarbes, Aubazede, Bernac, Galan, Ibos, Ossun, Rustaing, Tournay et Trie.